# Kloosterhof (Wevelgem)

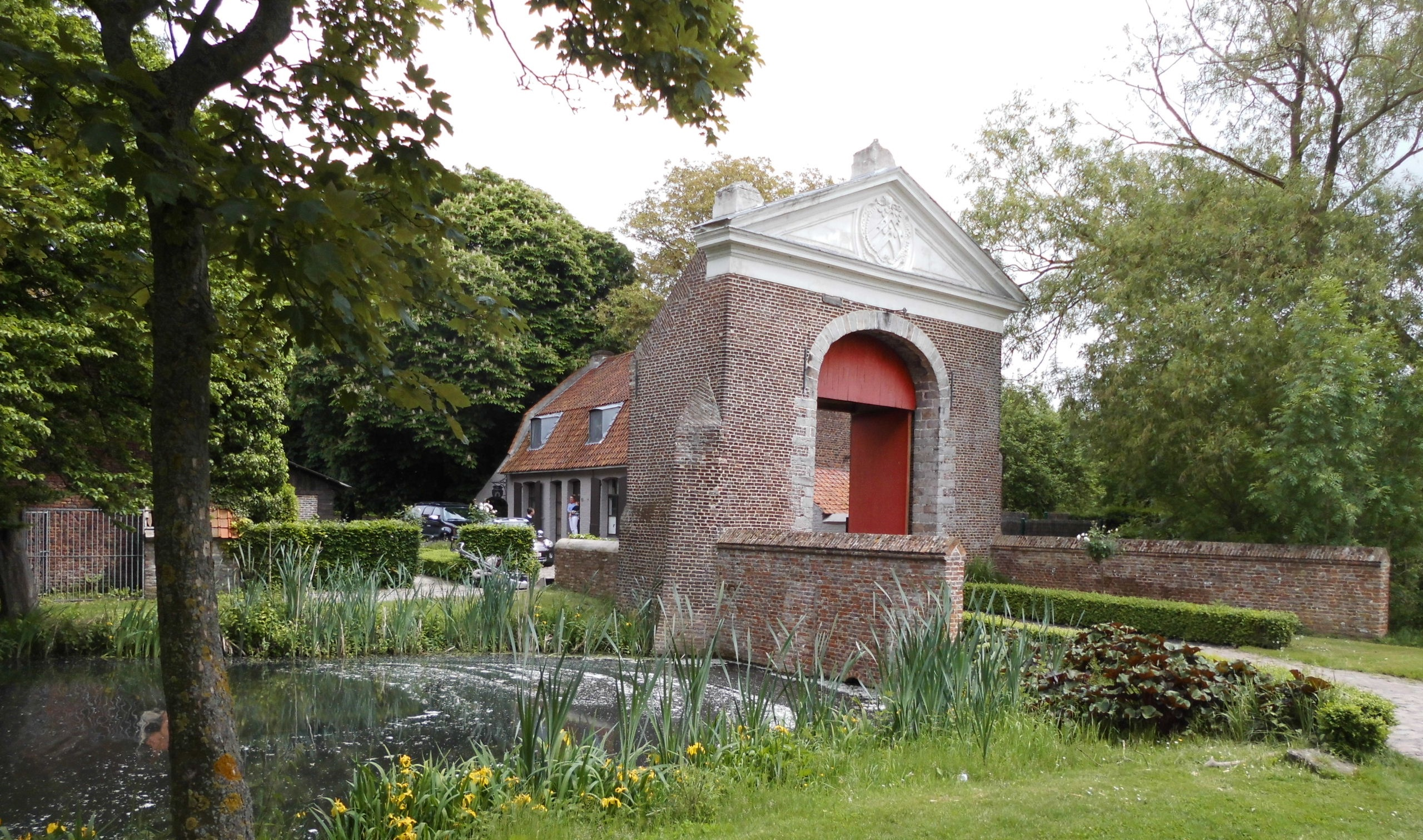
Westpoort

Het Kloosterhof is een voormalige abdijhoeve in de West-Vlaamse plaats Wevelgem, gelegen aan Lauwestraat 168-170.

## Gebouw
De monumentale toegangspoort of Westpoort is van 1743 en heeft een groot fronton. De 18e-eeuwse boerderijgebouwen vormen een rechthoekig carré. Het geheel was omgracht, de gracht werd gevoed door de Leie, waarlangs de abdij was gesitueerd. Tot het carré behoren woonhuizen, een stalvleugel, een smederij en een woning voor de knecht.
Midden op het erf staat een duiventoren die vermoedelijk van 1699 is. Deze heeft aan twee zijden een trapgevel.

## Geschiedenis
Deze hoeve was oorspronkelijk het neerhof van de Guldenbergabdij. Deze cisterciënzinnenabdij ontstond in de 13e en 14e eeuw, werd in 1566 verwoest tijdens de godsdiensttwisten en herbouwd vanaf 1613, waarbij het puin van de oude abdij werd hergebruikt. Vooral midden 18e eeuw werden er belangrijke bouwwerken uitgevoerd. De abdij werd eind 18e eeuw onder Frans bewind opgeheven en in 1797 werden de bezittingen openbaar verkocht. De meeste kloostergebouwen werden gesloopt, enkel het neerhof en het poortgebouw bleef gespaard.